# Carl Albert
Carl Bert Albert (ur. 10 maja 1908 w McAlester, zm. 4 lutego 2000 tamże) – amerykański polityk, działacz Partii Demokratycznej. Najbardziej znany z tego, iż w latach 1971–1977 pełnił funkcję spikera Izby Reprezentantów USA. Znany był jako Little Giant from Little Dixie (mały gigant z małego południa).

## Dzieciństwo i młodość

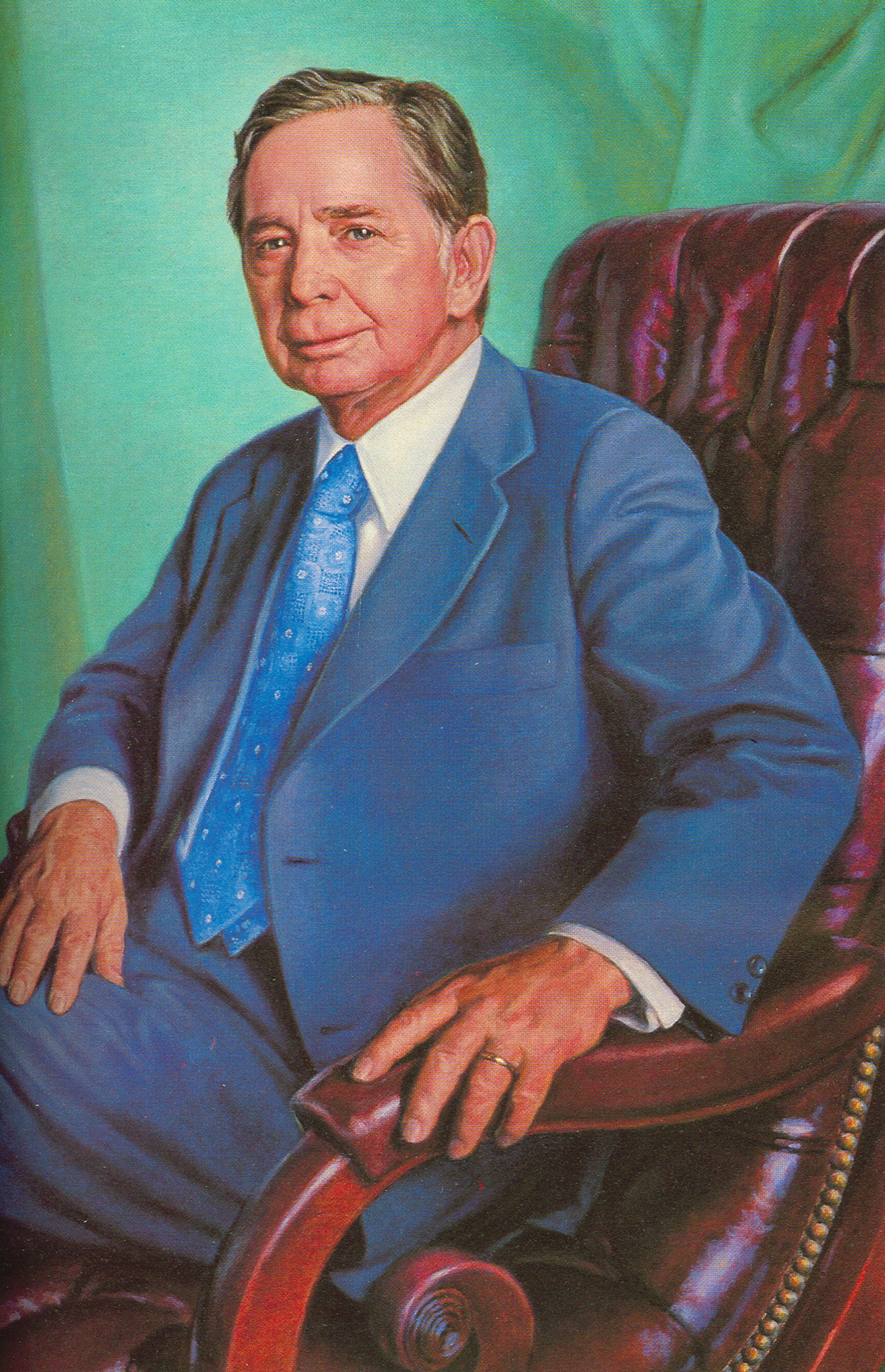
Oficjalny portret spikera Alberta

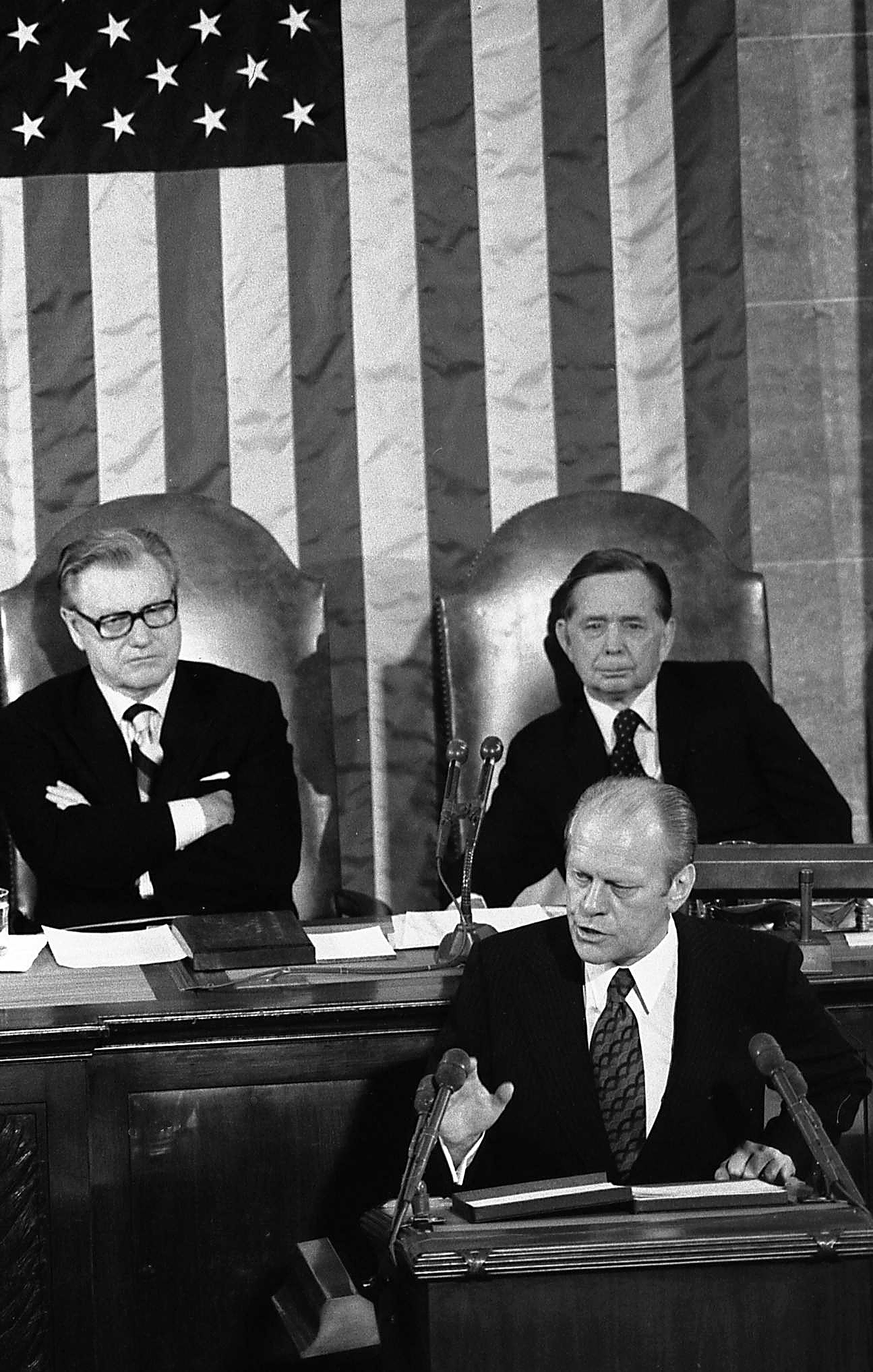
Spiker Albert i wiceprezydent Rockefeller słuchają orędzia prezydenta Forda do Kongresu o stanie państwa (1975)

Urodził się jako Carl Bert Albert w McAlester (Oklahoma), jako syn Ernesta Homera Alberta, górnika i rolnika oraz Leony Ann Scott Albert. Uczęszczał do dwuizbowej szkoły publicznej i pracował na polach bawełny, gdzie czasami nosił pod jedną pachą worek, a pod drugą książkę. W McAlester High School słynął z doskonałego prowadzenia debat, został przewodniczącym samorządu uczniowskiego i ukończył tę szkołę w 1927 r. W tym samym roku Albert wstąpił na University of Oklahoma, gdzie specjalizował się w naukach politycznych (był najlepszym studentem) i był mówcą publicznym, wygrywając współzawodnictwo oratorskie National Oratorical Championship w 1928 r. Albert, który przybył do Norman z zaledwie 20 $, czekał przy stolikach i wykonywał dorywcze prace, aby sfinansować edukację na studiach licencjackich. Był członkiem korporacji studenckiej Phi Beta Kappa.  W 1931 r. studiował, dzięki na stypendium Rhodesa, na Uniwersytecie Oksfordzkim, uzyskując tytuł licencjata w orzecznictwie w 1933 r. oraz tytuł Bachelor of Civil Law rok później (1934). Został przyjęty do palestry w Oklahomie w 1935 r. i praktykował prawo w Oklahoma City.
W czasie II wojny światowej służył w armii, gdzie zdobył Brązową Gwiazdę.

## Kariera polityczna
Po wojnie został wybrany w skład Izby Reprezentantów, gdzie reprezentował południową Oklahomę, zwaną małym południem (Little Dixie). W sprawach polityki wewnętrznej był liberałem, zaś polityki zagranicznej zimnowojennym jastrzębiem. Popierał prezydenta Harry’ego Trumana.
Odegrał też ważną rolę we wprowadzeniu ustawodawstwa ustanawiającego system ubezpieczeń medycznych w okresie rządów Lyndona Johnsona.
W roku 1971 wybrano go spikerem Izby Reprezentantów, co stanowiło ukoronowanie jego kariery.

### Kandydat na prezydenta
Kiedy wiceprezydent, republikanin Spiro T. Agnew ustąpił z urzędu, powstał wakat na tym stanowisku. Tak też pierwszą osobą, po prezydencie Richardzie Nixonie, w kolejce do Białego Domu był spiker Albert. Już wówczas rozgorzała afera Watergate i w wypadku zdjęcia z urzędu lub ustąpienia Nixona to on zostałby jego następcą i pierwszym demokratą na tym stanowisku od 1969 roku. Demokraci mogli wtedy spokojnie przejąć władzę tym sposobem.
Kiedy jednak Nixon mianował swoim wiceprezydentem lidera mniejszości w Izbie Reprezentantów Geralda R. Forda, demokraci poparli jego kandydaturę i to on, w sierpniu 1974 roku, został prezydentem po dymisji Nixona.
Prawdopodobnie demokraci uznali wówczas, że Ford będzie dobrym prezydentem na czas wygaśnięcia republikańskiego mandatu, żeby mogli przejąć władzę w normalnych wyborach. I rzeczywiście kandydat demokratów Jimmy Carter wygrał wybory prezydenckie w 1976 roku.
Carl Albert nie został 38. prezydentem USA, a przez pewien czas był jeszcze pierwszym w linii sukcesji do czasu nominowania przez Forda Nelsona Rockefellera na wiceprezydenta.

### Odejście
Osłabiony skandalem lobbystycznym Albert zdecydował, że dokończy swoją kadencję w kongresie, po czym wycofa się na emeryturę. Tak stało się w 1977 roku.